# Miquel Antoja i Sabin
Miquel Antoja i Sabin   (Badalona, 5 de desembre de 1984) és un cuiner català.
Va començar la carrera culinària estudiant a Sant Pol de Mar. Ha treballat als restaurants Freixa Tradició, de Barcelona, amb Josep Maria Freixa, la pastisseria Dolç de Sant Cugat del Vallès, amb Yann Duytsche, i, més tard, va ser xef directiu i creatiu dels restaurants amb estrelles Michelin de Carme Ruscalleda. Des de 2017 també s'ha dedicat a l'assessorament de restaurants, formació, serveis de càtering, esdeveniments, etc.
És propietari d'una botiga de menjar per emportar a Badalona, anomenada Foodlona, on aplica els valors de sostenibilitat i respecte al medi ambient, i que ha atret no només el públic badaloní, sinó també d'altres localitats de l'àrea metropolitana de Barcelona.
Considerat un influencer gastronòmic, és força actiu a la xarxa social Instagram, on penja vídeos amb receptes i on ha esdevingut un dels xefs d'Espanya més seguits. El 2022 va organitzar un festival gastronòmic titulat Se Me Antoja, a l'antiga fàbrica Damm de Barcelona, en col·laboració amb Pace Gastro i Javier Brichetto.